# María de Eza
María de Eza, dama portuguesa, gobernadora de Ceuta (siglo XVI). 

## Biografía
Hija de Fernando de Miranda, Trinchante Mayor del Infante D. Fernando de Portugal, y de Doña Catalina de Eza, María de Eza casó con Alonso de Noronha, Capitán General de Ceuta.
Al ser trasladado Alonso de Noronha a la India en calidad de Virrey, dejó a María de Eza al frente de la capitanía general de la ciudad, actuando entonces como tal en nombre de su marido.

## Premio María de Eza
Desde 1996 la Ciudad Autónoma de Ceuta concede el premio “María de Eza” con la finalidad de distinguir públicamente la labor desarrollada en cualquier área de la sociedad ceutí, ya sea en la educativa, sanitaria, cultural, social, deportiva, empresarial, artística, etc. contribuyendo con su trayectoria vital, personal o profesional a ayudar a ampliar un orden simbólico femenino y fijarlo en la memoria colectiva.
Desde entonces, las premiadas han sido Carmen Isardas (1996), Teresa Roa (1997), Gertrudis Godino Moreno  (1998), Ana María Sevillano Taniñe (1999), Concepción Baena Baena (2000), Beatriz Palomo Fernández (2001), Susana Román Bernet (2002), Carmen Cerdeira (2003), Isabel Valriberas Acevedo (2004), Carmen Fernández (2005), África Martínez Solano  (2006), Rebeca Mohamed Tonsi (2007), Francisca Ramírez Molina (2008), María Antonia Palomo Fernández (2009), Carmen Mosquera Merino (2010), María Rosa Rodríguez Morales (2011), Lorena Miranda (2012) y Manuela Gómez (2013).